# نوربرت روتگن
نوربرت راتگ (انگلیسی: Norbert Röttgen؛ زادهٔ ۲ ژوئیهٔ ۱۹۶۵) سیاست‌مدار اهل آلمان است. راتگن از سال ۲۰۰۹ تا ۲۰۱۲ وزیر محیط زیست آلمان بود ولی شکست او در یک انتخابات مهم منطقه راین-وستفالی شمالی، باعث شد که خانم مرکل او را برکنار کند.